# Hautes Fagnes

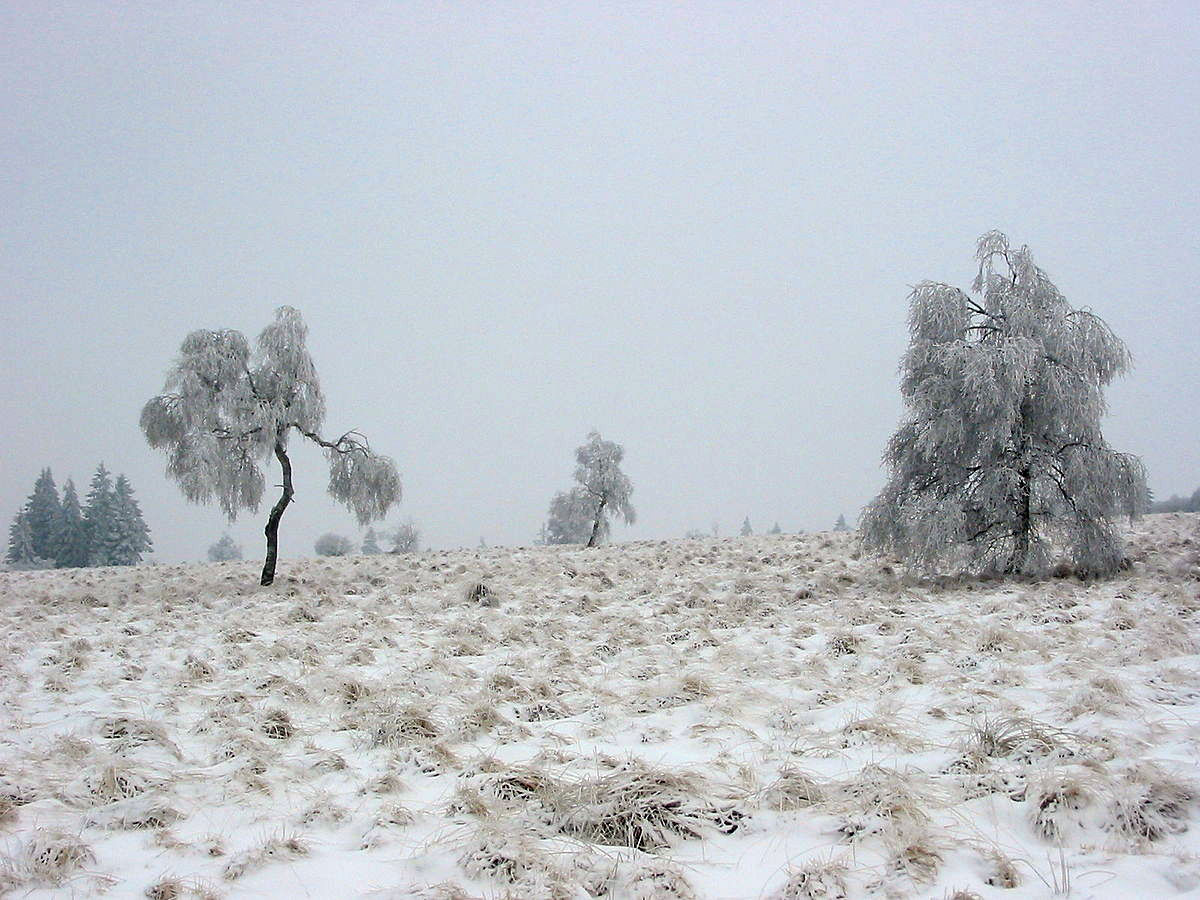
Paisaje invernal en Hautes-Fagnes.

Las Hautes Fagnes (nombre propio compuesto en francés que significa ‘altos pantanos’; en alemán: Hohes Venn; en neerlandés: Hoge Venen. En esos idiomas el significado es el mismo que en francés) es una zona elevada en la provincia de Lieja, en Bélgica, y las regiones vecinas de Alemania, entre las comarcas altas de las Ardenas y el Eifel. Su punto más elevado se encuentra a 694 m s.n.m., y es la Signal de Botrange cerca de Eupen, que constituye también el punto más alto de Bélgica. Una gran parte de las Hautes Fagnes está comprendida en el parque natural de Hohes Venn-Eifel que es compartido por Alemania y Bélgica. 
Hautes Fagnes consta principalmente de páramos y bosque y abarca desde Eupen, en el norte, hasta Monschau, en el este, Spa, en el oeste, y Malmedy, en el sur. Es una región muy lluviosa con 1500-1700 mm de precipitación anual, lo que la hace pantanosa. Las fuentes de varios ríos se encuentran en las Hautes Fagnes: el Vesdre, Hoëgne, Warche, Gileppe, Eau Rouge, Amblève, Our, Kyll y el Rur. En la región hay varios lagos artificiales.